# Denkmäler des Autonomen Gebiets Ningxia
Die Denkmalliste des Autonomen Gebiets Ningxia der Hui-Nationalität (chinesisch 宁夏回族自治区文物保护单位, Pinyin Níngxià Huízú zìzhìqū wénwù bǎohù dānwèi – „Denkmäler des Autonomen Gebiets Ningxia der Hui“) ist eine vom Amt für Kulturgegenstände des Autonomen Gebiets Ningxia der Hui-Nationalität (宁夏回族自治区文物局,  Ningxia Huizu zizhiqu sheng wenwu ju) in der Volksrepublik China aufgestellte Denkmalliste von geschützten historischen Stätten und Kulturgütern. Sie werden von der Volksregierung des Autonomen Gebiets Ningxia der Hui-Nationalität bestimmt und vom Staatsrat der Volksrepublik China bekanntgegeben. Sie umfasst derzeit 99 Denkmäler.
Eine erste Liste wurde 1963 (10 Denkmäler) erstellt, eine zweite im Jahr 1988 (18 Denkmäler), eine dritte 2005 (71 Denkmäler). Die Liste umfasst bedeutende Stätten für Geschichte, Kultur, Kunst und Wissenschaft: Gebäude, Gräber, alte Architektur, religiöse Stätten, Steininschriften und anderes.
Siehe auch die Liste der Denkmäler der Volksrepublik China.

## Yinchuan银川市

### Xingqing兴庆区
- Yinchuan Yuhuang ge 银川玉皇阁 (1-6)
- Yue Fei song Zhang Ziyan beifa shi bei “岳飞送张紫岩北伐诗”碑 (1-10)
- Yinchuan zhonggu lou 银川钟鼓楼 (2-18)
- Binggou hanmu qun 兵沟汉墓群 (3-34)
- Nanmen lou 南门楼 (3-44)
- Minguo Ningxia zhengfu jiuzhi 民国宁夏政府旧址 (3-65)

### Xixia西夏区
- Gunzhongkou Xixia yizhi 滚钟口西夏遗址 (3-22)
- Helan Kougou Xixia yizhi 贺兰口沟西夏遗址 (3-23)
- Zhenbeibao guchengzhi 镇北堡古城址 (3-33)
- Shihuiyao shike 石灰窑石刻 (3-55)

### Lingwu灵武市
- Zhenhai ta 镇海塔 (1-4)
- Nanciwan konglong huashi 南磁湾恐龙化石 (3-1) web, web
- Huiminxiang yaozhi 回民巷窑址 (3-25)
- Shigouyi guchengzhi 石沟驿古城址 (3-31)

### Yongning永宁县
- Najiahu qingzhensi 纳家户清真寺 (2-12)

### Helan贺兰县
- Nuanquan Hanmu 暖泉汉墓 (2-9)
- Hongfota 宏佛塔 (2-11)
- Haowangqu yizhi 昊王渠遗址 (3-71)

## Shizuishan石嘴山市

### Dawukou大武口区
- Helan Shan shike ta 贺兰山石刻塔 (2-16)
- Wudang miao 武当庙 (3-42)

### Huinong惠农区
- Shengwei cheng 省嵬城 (2-7)

### Pingluo平罗县
- Pingluo Yuhuang ge 平罗玉皇阁 (1-8)
- Gaoren zhen Xinshiqi yizhi 高仁镇新石器遗址 (2-1)
- Dashuigou Xixia yizhi 大水沟西夏遗址 (3-20)
- Daxifenggou Xixia yizhi 大西峰沟西夏遗址 (3-21)
- Tianzhou ta 田州塔 (3-38)
- Pingluo zhonggu lou 平罗钟鼓楼 (3-41)
- Daxifenggou yanhua 大西峰沟岩画 (3-46)
- Baijigou zhese yanhua 白芨沟赭色岩画 (3-50)
- Dashuigou tiji 大水沟题记 (3-56)
- Gangou tike 干沟题刻 (3-57)

## Wuzhong吴忠市

### Litong利通区
- Guanmahu Hanmu 关马湖汉墓 (2-8)
- Dongta gumuqun 东塔古墓群 (3-35)
- Banqiao daotang 板桥道堂 (3-60)
- Mayuebozhaizi 马月波寨子 (3-67)

### Qingtongxia青铜峡市
- Siyanjing Xixia yizhi 四眼井西夏遗址 (3-24)
- Ganchengzi gucheng yizhi 干城子古城址 (3-29)
- Niushou Shan simiao qun 牛首山寺庙群 (3-40)
- Siyanjing yanhua 四眼井岩画 (3-45)

### Yanchi盐池县
- Laoyanchi guchengzhi 老盐池古城址 (3-6)
- Beipocheng gucheng 北破城古城 (3-7)
- Huamachi guchengzhi 花马池古城址 (3-30)
- Tiezhuquan guchengzhi 铁柱泉古城址 (3-32)
- Yinziliang Tang mu 窨子梁唐墓 (3-37)
- Jiyuanpan geming jiuzhi 李塬畔革命旧址 (3-66)

### Tongxin同心县
- Gaozhuangnan Hongjun xizheng yiji 高庄滩红军西征遗迹 (1-1)
- Kangji si ta 康济寺塔 (1-5)
- Weizhou gucheng 韦州古城 (1-9)
- Mingwangling 明王陵 (2-10)
- Hongcheng shui guchengzhi 红城水古城址 (3-5)
- Shazui guchengzhi 沙嘴古城址 (3-14)

## Guyuan固原市

### Yuanzhou原州区
- Huangzebao gucheng 黄铎堡古城 (2-5)
- Qiyingbeizui gucheng 七营北嘴古城 (2-6)
- Guyuan guchengqiang 固原古城墙 (3-3)
- Daying gucheng 大营古城 (3-19)
- Guyuanxi, Nanjiao mudi 固原西、南郊墓地 (3-36)
- Caishen lou 财神楼 (3-58)
- Chenghuang miao 城隍庙 (3-59)
- Ershi li pu gongbei 二十里铺拱北 (3-61)
- Wenlan ge 文谰阁 (3-64)

### Xiji西吉县
- Huojiaji guchengzhi 火家集古城址 (3-11)
- Piancheng guchengzhi 偏城古城址 (3-13)
- Xiaohe guchengzhi 硝河古城址 (3-15)
- Huoshizhai shiku 火石寨石窟 (3-51)
- Shagou Huijiao lingyuan 沙沟回教陵园 (3-68)
- Dannan qingzhensi 单南清真寺 (3-69)

### Longde隆德县
- Zhoujiazuitou Xinshiqi yizhi 周家嘴头新石器遗址 (2-2)
- Yehezi Xinshiqi yizhi 页和子新石器遗址 (2-4)
- Shiyaosi shiku 石窑寺石窟 (3-52)

### Jingyuan泾源县
- Guojiashan yizhi 果家山遗址 (3-2)
- Wating gucheng 瓦亭古城 (3-4)
- Liandianxia yizhi 凉殿峡遗址 (3-28)
- Shikuwan shiku 石窟湾石窟 (3-53)

### Pengyang彭阳县
- Gucheng xinshiqi yizhi 古城新石器遗址 (2-3)
- Yingluobao ta 璎珞宝塔 (2-13)
- Wuliangshan shiku 无量山石窟 (2-15)
- Chengyang guchengzhi 城阳古城址 (3-8)
- Erduo guchengzhi 耳朵古城址 (3-9)
- Pengyang guchengzhi 彭阳古城址 (3-12)
- Xiaochagou geming jiuzhi 小岔沟革命旧址 (3-70)

## Zhongwei中卫市

### Shapotou沙坡头区
- Zhongweigao miao 中卫高庙 (1-7)
- Xiaheyan wa yao yizhi 下河沿瓦窑遗址 (3-26)
- Xiaheyan yaozhi 下河沿窑址 (3-27)
- Zhongwei gulou 中卫鼓楼 (3-43)
- Damaidi yanhua 大麦地岩画 (3-47)

### Zhongning中宁县
- Shikongsi shiku 石空寺石窟 (1-2)
- Mingshazhouta 鸣沙洲塔 (1-3)
- Huayan ta 华严塔 (3-39)
- Huangyangwan yanhua 黄羊湾岩画 (3-48)
- Shimawan yanhua 石马湾岩画 (3-49)
- Honggangzi daotang 洪岗子道堂 (3-62)

### Haiyuan海原县
- Fenghuang guchengzhi 凤凰古城址 (3-10)
- Yanchi guchengzhi 盐池古城址 (3-16)
- Yangzhou gucheng 柳州古城 (3-17)
- Xi’an zhou gucheng 西安州古城 (3-18)
- Tiandushan shiku 天都山石窟 (3-54)
- Jiucaiping gongbei 九彩坪拱北 (3-63)